# The Bridge (album de Ace of Base)
Pour les articles homonymes, voir The Bridge (homonymie).
Albums de Ace of Base
Happy Nation
(1993) Flowers)
(1998)
The Bridge est le deuxième album du groupe suédois de musique pop Ace of Base. Il fut composé entre 1994 et 1995, et sortit en octobre 1995. C’est à ce jour le seul album qui fut écrit en collaboration avec les quatre membres du groupe.

## Histoire
Le 1er janvier 1994, la chanson et l’albumThe Sign se classent numéro 1 du Billboard Hot 100. Très inspiré, Jonas compose la première chanson de l’album "Beautiful Life" alors qu’il est en vacances aux Iles Canaries. Pour cette chanson, Jonas voulait un chœur de Gospel.

Le groupe était encore en train de promouvoir la sortie de leur premier album alors qu’il travaillait sur le deuxième. Jonas et Ulf ont composé dans un premier temps une demi-douzaine de chansons séparément. Celles de Jonas ont été enregistrées aux  Cheiron Studios à Stockholm, alors que celles d’Ulf l’ont été aux Tuff Studios à Göteborg. Jenny et Linn qui ont aussi composé, ont enregistré leurs chanson au Tuff Studios.

Ulf a également travaillé avec John Ballard et StoneStream (Björn Stenstrom). À Stockholm, Jonas a travaillé avec les producteurs Max Martin et Denniz Pop ainsi qu’avec la chanteuse Jeanette Söderholm.

En un an, le groupe avait suffisamment de démos à présenter à leur maison de disques. Ulf et Jenny l'ont d’ailleurs mentionné sur la chaine de musique américaine VH1 dans l’émission  Lift Ticket to Ride.

## Sorties et promotion
En septembre 1995,  "Beautiful Life" est sorti en Amérique et au Japon pendant que "Lucky Love" sortait en Europe, Asie, Afrique et Australie. L’album est sorti un peu plus tard dans l’année. "Lucky Love" fut un succès commercial en Europe et sortit plus tard en Amérique. "Beautiful Life" est le second single à sortir en Europe. Puis, "Never Gonna Say I'm sorry" est sorti aux USA en août 1996, mais n’ayant eu aucune promotion, il ne connut pas le même succès que les deux singles précédents, ceci étant dû aux concerts que donnait le groupe au même moment. Les radios américaines ont passé "Just 'N' Image" qui n’est pourtant jamais sorti. Un single promotionnel de "My Déjà Vu" est sorti en France et en Scandinavie la même année.

Ace of Base a donné plusieurs petits concerts à travers le monde en 1996. Leur performance la plus importante étant celle donnée lors de Viña del Mar, au Chili où le groupe s’est produit devant plus de 20 000 fans.

La dernière apparition fut en avril au World Music Awards où le groupe reçu la récompense de Meilleur Artiste Scandinave de l’Année 1996. Le groupe interpréta en play-back une version de "Ravine".
En 1997, (Jonas, Jenny, et Ulf) ont commencé à travailler sur leur prochain album. Ce sera Flowers, le troisième opus. En 1998, Polydor a sorti un CD promotionnel incluant "Angel Eyes". Il était inclus dans l’emballage pour l’Asie du Sud-ouest pour Flowers.
Une version intégrale de "The Bridge" (incluant "You and I") est sorti aux USA sur iTunes en 2007.

## Chart Performance
The Bridge a été certifié double Platine aux États-Unis. 7 millions de copies ont été vendues à travers le monde. Il est vrai qu’on est loin des 24 millions qu’avait atteint Happy Nation.

The singles from the album found extremely varied levels of success. While "Beautiful Life" became a #1 club hit in the U.S., and reached #15 on Billboard's Hot 100 singles chart, the release of "Never Gonna Say I'm Sorry" in August 1996 was given no promotion and peaked just outside the official Billboard Hot 100.

## Liste des chansons

### Europe (sauf UK) et Australasie
| No  | Titre                         | Producteur(s)                                  | Durée |
| --- | ----------------------------- | ---------------------------------------------- | ----- |
| 1.  | Beautiful Life                | Denniz Pop, Max Martin, Jonas Berggren         | 3:39  |
| 2.  | Never Gonna Say I'm Sorry     | Denniz Pop, Max Martin, Jonas Berggren         | 3:14  |
| 3.  | Lucky Love (Original Version) | Denniz Pop, Max Martin, Jonas Berggren         | 2:52  |
| 4.  | Edge of Heaven                | Ulf Ekberg, John Ballard, Stonestream          | 3:49  |
| 5.  | Strange Ways                  | Linn Berggren, Radiant                         | 4:16  |
| 6.  | Ravine                        | Per Adebratt, Tommy Ekman                      | 4:39  |
| 7.  | Perfect World                 | Ulf Ekberg, John Ballard, Stonestream          | 3:55  |
| 8.  | Angel Eyes                    | Jonas Berggren, P. Adebratt, T. Ekman          | 3:13  |
| 9.  | Whispers In Blindness         | Linn Berggren, Zal                             | 4:10  |
| 10. | My Déjà Vu                    | P. Adebratt, T. Ekman, D. Carr, Jonas Berggren | 3:22  |
| 11. | You And I                     | Jonas Berggren                                 | 4:05  |
| 12. | Wave wet Sand                 | Jonas Berggren                                 | 3:18  |
| 13. | Que Sera                      | Ulf Ekberg, J. Ballard, Stonestream            | 3:47  |
| 14. | Just 'N' Image                | P. Adebratt, T. Ekman, Linn Berggren           | 3:07  |
| 15. | Lucky Love (Acoustic Version) | Denniz Pop, Max Martin, Jonas Berggren         | 2:52  |
| 16. | Experience Pearls             | D. Carr, Bag                                   | 3:57  |
| 17. | Blooming 18                   | Denniz Pop, Max Martin, Jonas Berggren         | 3:38  |

| 1.  | Beautiful Life                | Denniz Pop, Max Martin, Jonas Berggren         | 3:39 |
| 2.  | Never Gonna Say I'm Sorry     | Denniz Pop, Max Martin, Jonas Berggren         | 3:14 |
| 3.  | Lucky Love (Acoustic Version) | Denniz Pop, Max Martin, Jonas Berggren         | 2:52 |
| 4.  | Edge of Heaven                | Ulf Ekberg, John Ballard, Stonestream          | 3:49 |
| 5.  | Strange Ways                  | Linn Berggren, Radiant                         | 4:16 |
| 6.  | Ravine                        | Per Adebratt, Tommy Ekman                      | 4:39 |
| 7.  | Perfect World                 | Ulf Ekberg, John Ballard, Stonestream          | 3:55 |
| 8.  | Angel Eyes                    | Jonas Berggren, P. Adebratt, T. Ekman          | 3:13 |
| 9.  | Whispers In Blindness         | Linn Berggren, Zal                             | 4:10 |
| 10. | My Déjà Vu                    | P. Adebratt, T. Ekman, D. Carr, Jonas Berggren | 3:22 |
| 11. | Wave wet Sand                 | Jonas Berggren                                 | 3:18 |
| 12. | Que Sera                      | Ulf Ekberg, J. Ballard, Stonestream            | 3:47 |
| 13. | Just 'N' Image                | P. Adebratt, T. Ekman, Linn Berggren           | 3:07 |
| 14. | Experience Pearls             | D. Carr, Bag                                   | 3:57 |
| 15. | Blooming 18                   | Denniz Pop, Max Martin, Jonas Berggren         | 3:38 |

| 1.  | Beautiful Life                | Denniz Pop, Max Martin, Jonas Berggren         | 3:39 |
| 2.  | Never Gonna Say I'm Sorry     | Denniz Pop, Max Martin, Jonas Berggren         | 3:14 |
| 3.  | Lucky Love (Acoustic Version) | Denniz Pop, Max Martin, Jonas Berggren         | 2:52 |
| 4.  | Edge of Heaven                | Ulf Ekberg, John Ballard, Stonestream          | 3:49 |
| 5.  | Strange Ways                  | Linn Berggren, Radiant                         | 4:16 |
| 6.  | Ravine                        | Per Adebratt, Tommy Ekman                      | 4:39 |
| 7.  | Perfect World                 | Ulf Ekberg, John Ballard, Stonestream          | 3:55 |
| 8.  | Angel Eyes                    | Jonas Berggren, P. Adebratt, T. Ekman          | 3:13 |
| 9.  | Whispers In Blindness         | Linn Berggren, Zal                             | 4:10 |
| 10. | My Déjà Vu                    | P. Adebratt, T. Ekman, D. Carr, Jonas Berggren | 3:22 |
| 11. | Wave wet Sand                 | Jonas Berggren                                 | 3:18 |
| 12. | Que Sera                      | Ulf Ekberg, J. Ballard, Stonestream            | 3:47 |
| 13. | Just 'N' Image                | P. Adebratt, T. Ekman, Linn Berggren           | 3:07 |
| 14. | Experience Pearls             | D. Carr, Bag                                   | 3:57 |
| 15. | Blooming 18                   | Denniz Pop, Max Martin, Jonas Berggren         | 3:38 |
| 16. | Lucky Love (Original Version) | Denniz Pop, Max Martin, Jonas Berggren         | 2:52 |

| 1.  | Beautiful Life                | Denniz Pop, Max Martin, Jonas Berggren         | 3:39 |
| 2.  | Never Gonna Say I'm Sorry     | Denniz Pop, Max Martin, Jonas Berggren         | 3:14 |
| 3.  | Lucky Love (Original Version) | Denniz Pop, Max Martin, Jonas Berggren         | 2:52 |
| 4.  | Edge of Heaven                | Ulf Ekberg, John Ballard, Stonestream          | 3:49 |
| 5.  | Strange Ways                  | Linn Berggren, Radiant                         | 4:16 |
| 6.  | Ravine                        | Per Adebratt, Tommy Ekman                      | 4:39 |
| 7.  | Perfect World                 | Ulf Ekberg, John Ballard, Stonestream          | 3:55 |
| 8.  | Angel Eyes                    | Jonas Berggren, P. Adebratt, T. Ekman          | 3:13 |
| 9.  | Whispers In Blindness         | Linn Berggren, Zal                             | 4:10 |
| 10. | My Déjà Vu                    | P. Adebratt, T. Ekman, D. Carr, Jonas Berggren | 3:22 |
| 11. | Wave wet Sand                 | Jonas Berggren                                 | 3:18 |
| 12. | Que Sera                      | Ulf Ekberg, J. Ballard, Stonestream            | 3:47 |
| 13. | Just 'N' Image                | P. Adebratt, T. Ekman, Linn Berggren           | 3:07 |
| 14. | Experience Pearls             | D. Carr, Bag                                   | 3:57 |
| 15. | Blooming 18                   | Denniz Pop, Max Martin, Jonas Berggren         | 3:38 |

| 1.  | Beautiful Life                            | Denniz Pop, Max Martin, Jonas Berggren         | 3:39  |
| 2.  | Never Gonna Say I'm Sorry                 | Denniz Pop, Max Martin, Jonas Berggren         | 3:14  |
| 3.  | Lucky Love (Original Version)             | Denniz Pop, Max Martin, Jonas Berggren         | 2:52  |
| 4.  | Edge of Heaven                            | Ulf Ekberg, John Ballard, Stonestream          | 3:49  |
| 5.  | Strange Ways                              | Linn Berggren, Radiant                         | 4:16  |
| 6.  | Ravine                                    | Per Adebratt, Tommy Ekman                      | 4:39  |
| 7.  | Perfect World                             | Ulf Ekberg, John Ballard, Stonestream          | 3:55  |
| 8.  | Angel Eyes                                | Jonas Berggren, P. Adebratt, T. Ekman          | 3:13  |
| 9.  | Whispers In Blindness                     | Linn Berggren, Zal                             | 4:10  |
| 10. | My Déjà Vu                                | P. Adebratt, T. Ekman, D. Carr, Jonas Berggren | 3:22  |
| 11. | You And I                                 | Jonas Berggren                                 | 4:05  |
| 12. | Wave wet Sand                             | Jonas Berggren                                 | 3:18  |
| 13. | Que Sera                                  | Ulf Ekberg, J. Ballard, Stonestream            | 3:47  |
| 14. | Just 'N' Image                            | P. Adebratt, T. Ekman, Linn Berggren           | 3:07  |
| 15. | Experience Pearls                         | D. Carr, Bag                                   | 3:57  |
| 16. | Blooming 18                               | Denniz Pop, Max Martin, Jonas Berggren         | 3:38  |
| 17. | Beautiful Life (Vission Lorimer Club Mix) | Denniz Pop, Max Martin, Jonas Berggren         | 7:02  |
| 18. | Lucky Love (Armand Van Helden House Mix)  | Denniz Pop, Max Martin, Jonas Berggren         | 11:22 |

## Charts
| Chart                        | Peak position |
| ---------------------------- | ------------- |
| Charts albums ARIA Australie | 46            |
| Charts Australien            | 10            |
| Chart Album Canada           | 13            |
| Chart Album Danemark         | 5             |
| Chart Album Pays-Bas         | 17            |
| Chart Album Finland          | 2             |
| Chart Album France           | 3             |
| Chart Album Allemagne        | 8             |
| Chart Album Hongrie          | 6             |
| Chart Album Japon            | 16            |
| Chart Album Mexique          | 1             |
| Chart Album Nouvelle-Zélande | 28            |
| Chart Album Norvège          | 20            |
| Chart Album Russie           | 1             |
| Chart Album Espagne          | 42            |
| Chart Album Suisse           | 4             |
| Chart Album Suède            | 1             |
| Chart Album Royaume-Uni      | 66            |
| US Billboard 200             | 29            |

## Certifications
À cette date, l’album a été vendu a plus de 7 millions de copies dont deux aux États-Unis.
- Canada: 2x platinum (200 000+ units sold)
- Chine: 2x platinum
- Danemark platinum
- Finland: platinum (59 097)
- France: platinum (300 000+ units sold)
- Allemagne: Or (250 000+ units sold)
- Inde: or (100 000(?)+ units sold)
- Indonesie: platinum
- Japon: platinum (273 890 units sold)
- Corée: 3x platinum
- Malaysie: or
- Mexique: platinum (250 000+ units sold)
- Nouvelle-Zélande platinum (15 000+ units sold)
- Philippines: 2x platinum
- Pologne: gold
- Espagne: gold
- Suède: platinum (100 000 units sold)
- Suisse: platinum (40 000+ units sold)
- États-Unis: 2x platinum (2 200 000+ units sold)